# Cremastus hesperius
Cremastus hesperius är en stekelart som beskrevs av Dasch 1979. Cremastus hesperius ingår i släktet Cremastus och familjen brokparasitsteklar. Inga underarter finns listade i Catalogue of Life.